# Магерівська селищна рада
| Магерівська селищна рада — орган місцевого самоврядування у Жовківському районі Львівської області з адміністративним центром у смт Магерів. Історична дата утворення: в 1959 році. Водоймища на території, підпорядкованій даній раді: річка Біла. Селищній раді підпорядковані населені пункти: - смт Магерів - с. Бірки - с. Велике Передмістя |

## Склад ради
Рада складається з 20 депутатів та голови.

### Керівний склад ради
| ПІБ                    | Основні відомості                                                | Дата обрання | Дата звільнення |
| ---------------------- | ---------------------------------------------------------------- | ------------ | --------------- |
| Зінчук Марія Василівна | Селищний голова, 1958 року народження, освіта, позапартійна      | 26.03.2006   | 21.04.2008      |
| Сало Микола Іванович   | Селищний голова, 1966 року народження, освіта вища, безпартійний | 31.10.2010   |                 |

Примітка: таблиця складена за даними джерела